# オベロン級潜水艦
オベロン級潜水艦（英語: Oberon-class submarine）は、イギリス海軍の潜水艦の艦級で通常動力型潜水艦である。

## 概要
オベロン級は、1957年から1978年の間に4つの造船所で合計27隻が建造され、イギリス海軍で13隻、カナダ海軍で3隻、オーストラリア海軍で6隻、ブラジル海軍で3隻、チリ海軍で2隻が運用された。
オベロン級は冷戦中、他国の水上艦や潜水艦の追跡や監視、特殊部隊隊員の輸送や回収などの任務にあたっていたほか、対潜訓練の標的としても使用され、一部の艦は2000年まで現役に留まっていた。2015年時点で、オベロン級の同型艦のうち、8隻は博物館船としてそのまま維持され、他に3隻が外装等の一部分のみ保存されている。他の艦はスクラップとして売却された。

## 同型艦
|                    | #   | 艦名                       | 起工                                                                         | 進水                                                                         | 就役                                              | 退役                                              | その後                                                   |
| ------------------ | --- | -------------------------- | ---------------------------------------------------------------------------- | ---------------------------------------------------------------------------- | ------------------------------------------------- | ------------------------------------------------- | -------------------------------------------------------- |
| イギリス海軍       | S09 | オベロン HMS Oberon        | 1957年 11月28日                                                              | 1959年 7月18日                                                               | 1961年 2月24日                                    | 1986年                                            | 1991年解体。                                             |
| イギリス海軍       | S10 | オーディン HMS Odin        | 1959年 4月27日                                                               | 1960年 11月4日                                                               | 1962年 5月3日                                     | 1990年                                            | 1991年解体。                                             |
| イギリス海軍       | S11 | オーフュース HMS Orpheus   | 1959年 4月8日                                                                | 1959年 11月17日                                                              | 1960年 11月25日                                   | 1990年                                            | 1994年解体。                                             |
| イギリス海軍       | S12 | オリンパス HMS Olympus     | 1960年 3月4日                                                                | 1961年 6月14日                                                               | 1962年 7月7日                                     | 1980年代                                          | 練習用潜水艦としてカナダに売却。                         |
| イギリス海軍       | S13 | オシリス HMS Osiris        | n/a                                                                          | 1962年                                                                       | 1964年                                            | 1989年                                            | カナダへ予備部品供給用に売却。1991年解体。               |
| イギリス海軍       | S14 | オンスロート HMS Onslaught | 1959年 4月8日                                                                | 1961年                                                                       | 1962年 9月14日                                    | 1990年                                            |                                                          |
| イギリス海軍       | S15 | オッター HMS Otter         | 1960年 1月14日                                                               | 1961年 5月15日                                                               | 1962年 8月20日                                    | 1991年 7月31日                                    | 1992年スクラップとして解体。一部部品はチリに転売。       |
| イギリス海軍       | S16 | オラクル HMS Oracle        | 1960年 4月26日                                                               | 1961年 9月26日                                                               | 1963年 2月14日                                    | 1993年 9月18日                                    | 1997年解体。                                             |
| イギリス海軍       | S17 | オセロット HMS Ocelot      | 1960年 11月17日                                                              | 1962年 5月5日                                                                | 1964年 1月31日                                    | 1991年 8月                                        | チャタム工廠にて、博物館船として展示                     |
| イギリス海軍       | S18 | オトゥス HMS Otus          | 1961年 5月31日                                                               | 1962年 10月17日                                                              | 1963年 10月5日                                    | 1990年代                                          | ドイツ・リューゲン島ザスニッツにて博物館船として展示     |
| イギリス海軍       | S19 | オポッサム HMS Oppossum    | 1961年 12月21日                                                              | 1963年 5月23日                                                               | 1964年 6月5日                                     | 1993年 8月                                        | 解体？                                                   |
| イギリス海軍       | n/a | オニクス HMS Onyx          | 1962年 9月27日                                                               | 1964年 2月29日                                                               | カナダ海軍に移管され、オジブワ(HMCS Ojibwa)と改名 | カナダ海軍に移管され、オジブワ(HMCS Ojibwa)と改名 | カナダ海軍に移管され、オジブワ(HMCS Ojibwa)と改名        |
| イギリス海軍       | S20 | オポチューン HMS Opportune | 1962年 10月26日                                                              | 1964年 2月14日                                                               | 1964年 12月29日                                   | 1993年 6月2日                                     | 解体。                                                   |
| イギリス海軍       | S21 | オニクス HMS Onyx          | n/a                                                                          | 1966年 8月                                                                   | 1967年 9月                                        | 1991年                                            | 2014年5月、解体。                                        |
| カナダ海軍         | S72 | オジブワ HMCS Ojibwa       | 英海軍「オニクス (HMS Onyx)」として起工。 艤装中の1964年にカナダ海軍へ移管。 | 英海軍「オニクス (HMS Onyx)」として起工。 艤装中の1964年にカナダ海軍へ移管。 | 1965年 9月23日                                    | 1998年 5月                                        | オンタリオ州ポートバーウェルにて、博物館船として展示。   |
| カナダ海軍         | S73 | オノンダガ HMCS Onondaga   | 1964年 6月18日                                                               | 1965年 9月25日                                                               | 1967年 6月22日                                    | 2000年 7月28日                                    | 博物館船として保存。                                     |
| カナダ海軍         | S74 | オカナガン HMCS Okanagan   | 1965年 3月25日                                                               | 1966年 9月17日                                                               | 1968年 6月22日                                    | 1998年 9月14日                                    | 解体。                                                   |
| カナダ海軍         | n/a | オリンパス HMCS Olympus    | 旧英海軍「オリンパス (HMS Olympus)」 訓練用潜水艦として導入。                | 旧英海軍「オリンパス (HMS Olympus)」 訓練用潜水艦として導入。                | 1989年                                            | 1990年代後半                                      | 2011年解体                                               |
| オーストラリア海軍 | S57 | オクスリー HMAS Oxley      | 1964年 7月2日                                                                | 1965年 9月24日                                                               | 1967年 3月21日                                    | 1992年 2月                                        | 解体。艦首部のみ西オーストラリア海洋博物館にて展示保存。 |
| オーストラリア海軍 | S59 | オトウェイ HMAS Otway      | 1965年 6月29日                                                               | 1966年 11月29日                                                              | 1968年 4月23日                                    | 1994年 2月17日                                    | ニューサウスウェールズ州ホルブルークにて展示。           |
| オーストラリア海軍 | S60 | オンスロー HMAS Onslow     | 1967年 12月4日                                                               | 1968年 12月3日                                                               | 1969年 12月22日                                   | 1999年 3月30日                                    | オーストラリア国立海洋博物館にて博物館船として保存。     |
| オーストラリア海軍 | S61 | オライオン HMAS Orion      | 1972年 10月6日                                                               | 1974年 9月16日                                                               | 1977年 6月15日                                    | 1996年                                            | 解体。                                                   |
| オーストラリア海軍 | S70 | オヴェンス HMAS Ovens      | 1966年 6月17日                                                               | 1967年 12月4日                                                               | 1969年 4月18日                                    | 1995年 12月1日                                    | 西オーストラリア海洋博物館にて、博物館船として保存。     |
| オーストラリア海軍 | S72 | オタマ HMAS Otama          | 1973年 5月25日                                                               | 1975年 12月3日                                                               | 1978年 12月15日                                   | 2000年 12月15日                                   | ビクトリア州ウェスタンポート湾にて係留中。               |
| ブラジル海軍       | S20 | ウマイタ Humaitá           | 1970年 11月3日                                                               | 1971年 10月5日                                                               | 1973年 6月18日                                    | 1996年                                            |                                                          |
| ブラジル海軍       | S21 | トネレーロ Tonelero        | 1971年 11月18日                                                              | 1972年 1月22日                                                               | 1978年 9月8日                                     | 1996年                                            |                                                          |
| ブラジル海軍       | S22 | リアチュエロ Riachuelo     | 1973年 5月26日                                                               | 1975年 9月6日                                                                | 1977年 3月12日                                    | 1997年                                            | リオデジャネイロの海軍文化センターにて博物館船として展示 |
| チリ海軍           | S22 | オブライエン O'Brien       | 1971年 1月17日                                                               | 1972年 12月21日                                                              | 1976年 4月15日                                    | n/a                                               |                                                          |
| チリ海軍           | S23 | ハイアット Hyatt           | 1972年 1月10日                                                               | 1973年 9月26日                                                               | 1976年 9月27日                                    | n/a                                               |                                                          |

## 登場作品
『沈黙の追撃』
ウルグアイ海軍所属艦として、艦番号を「021」とする艦が登場。秘密基地を破壊した主人公たちが、制圧して脱出に使用する。